# Peredělkino (železniční zastávka v Moskvě)
Peredělkino (rusky Переделкино) je železniční zastávka v Moskvě na trati z Kyjevského nádraží do Brjansku. Nachází se v severní části rajónu Novo-Peredělkino, z Kyjevského nádraží sem vlak dorazí za 28 až 30 minut, jedná se o 18 km cesty. Zastávku tvoří dvě boční nástupiště, slouží už od roku 1899. Její kód je 180519.